# Stazione di Delebio
La stazione di Delebio è una stazione ferroviaria posta sulla linea Tirano-Lecco, a servizio dell'omonimo comune.

## Storia
L'iniziale attivazione della stazione di Delebio è avvenuta nel 1935.

## Strutture ed impianti

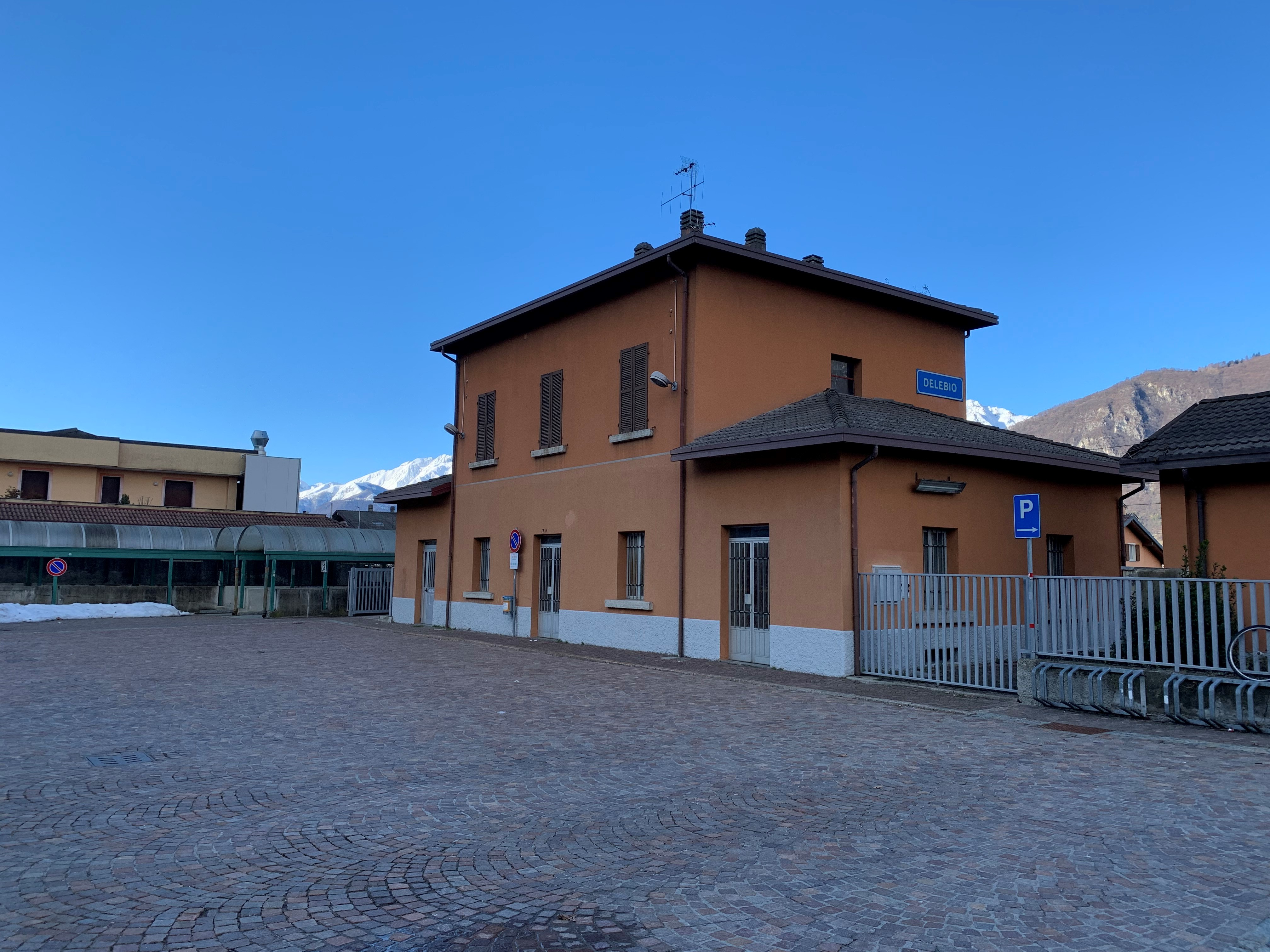
Stazione di Delebio, il suo piazzale ed il sottopasso

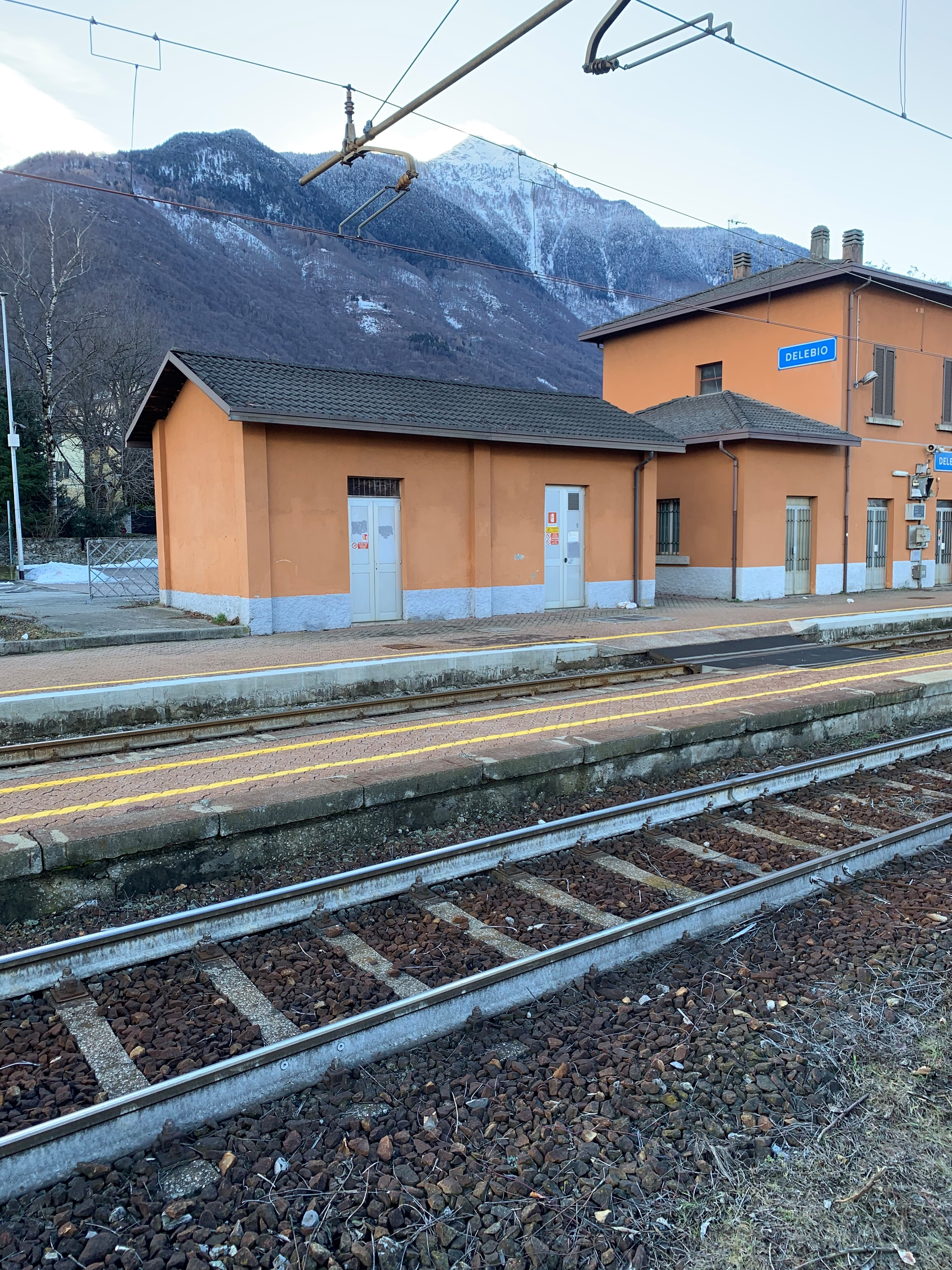
Stazione di Delebio con doppio binario

Il fabbricato viaggiatori è una struttura su un livello, di colore rosso.
La palazzina della stazione di Delebio non è dotata di servizi di assistenza alle persone a ridotta mobilità e non dispone di biglietteria automatica, di bar, della sala d’attesa e dei servizi igienici.
Sono presenti due binari passanti, utilizzati per il servizio viaggiatori. Essendo la linea Lecco-Tirano a binario unico, lo scambio dei treni in opposte direzioni avviene in corrispondenza di alcune stazioni, quale quella di Delebio.
Il piazzale antistante la stazione è dotato di ampio parcheggio per auto e biciclette.
Un sottopasso completa gli impianti disponibili, consentendo di raggiungere via Ligari posta dall'altro lato dei binari.

## Movimento
La stazione è servita da treni regionali della direttrice R13 Lecco-Colico-Sondrio.

## Servizi
La stazione dispone di:
- Sala d'attesa con monitor di arrivo e partenza dei treni
- Annuncio sonoro per l'arrivo, la partenza e per le informazioni sulla linea
- Parcheggio di auto, moto e biciclette
- Sottopassaggio
- Fermata autobus extraurbani

## Interscambi
La stazione di Delebio fruisce anche di un servizio autobus per il trasporto su strada dei passeggeri, lungo la linea Colico-Morbegno. Per ragioni pratiche, la fermata dell'autobus non è nel piazzale antistante la stazione ma all'incrocio fra il viale della stazione e la ex statale 36, distante solo 50 metri.

## Orari
L'orario dei treni in partenza ed arrivo alla stazione di Delebio è consultabile sul sito della Rete Ferroviaria Italiana.